# Ala Katschuu
Ala Katschuu (kirgisisch ала качуу, übersetzt Packen und Losrennen) ist ein kirgisischer Brauch, bei dem Männer Frauen ohne deren Zustimmung entführen und daraufhin heiraten. Der Brauch wird inzwischen stark kritisiert, ist aber immer noch weit verbreitet in der Gesellschaft Kirgisistans.

## Ursprung
Die Herkunft des Brautraubes in Kirgisistan ist umstritten. In seiner heutigen Form ist der  Brautraub ein neueres Kulturphänomen. Das kirgisische Manas-Epos liefert hierfür keine Belege, obwohl es zuweilen vorkam, dass Frauen im Krieg geraubt wurden, oder dass Verliebte wegliefen, um die Mitgift und die Zustimmung der Eltern zu umgehen.
Ala Kachuu in seiner aktuellen Ausformung ist eine junge Entwicklung in Kirgisistan und verbreitete sich vor allem während der Sowjetherrschaft und der damit einhergehenden Zwangskollektivierung. Ala Kachuu war in der Sowjetunion allerdings streng verboten, sodass Ala Kachuu erst nach dem Zusammenbruch der Sowjetunion und der Unabhängigkeit Kirgisistans im Jahr 1991 ein landesweiter und üblicher Brauch wurde. Es wird vermutet, dass mit dem kulturellen Rückgriff die wiedergewonnene kirgisische Identität verteidigt bzw. das patriarchale Recht wiederbelebt werden sollte.
Zunächst fast nur auf dem Land praktiziert, war Ala Kachuu um 2012 verstärkt auch in Städten verbreitet. Dies wird unter anderem als eine Wirkung des 2007 erschienenen Spielfilms Boz salkyn beschrieben, der sich um eine positive Bewertung des Phänomens bemüht, in Kirgisien sehr populär war und international ausgezeichnet wurde. Verschiedenen Schätzungen zufolge werden zwischen 25 und 50 % aller Ehen in Kirgisistan durch Ala Kachuu geschlossen. 2017 berichtete die Deutsche Welle, dass alle 30 Minuten eine Ehe durch Ala Kachuu geschlossen wird.
Forschungsergebnisse von kirgisischen Historikern und Russel Kleinbach deuten darauf hin, dass der systematische Brautraub weder nomadische Wurzeln aufweist noch in der präsowjetischen Ära nachweisbar ist.

## Ablauf
Der Brautraub findet zumeist mit der Zustimmung der Familie der Braut sowie des Bräutigams statt, wobei zwischen den zukünftigen Eheleuten zumeist nur eine flüchtige oder gar keine Bekanntschaft besteht. Daraufhin entführt der Mann die Frau und bringt sie, oft gewaltsam, zum Haus seiner Familie. Dort finden sich die Verwandten beider zusammen und feiern ein großes Hochzeitsfest, das sogenannte Toj. Bei der Ankunft der Braut steht die Großmutter des Bräutigams mit einem großen, weißen Tuch bereit. Wenn die Frau sich dieses überwerfen lässt, ist dies das Zeichen für ihr Einverständnis für den Eheschluss. Die Segnung durch einen Imam komplettiert den Eheschluss.
Die Hochzeitsnacht ist oft von Vergewaltigung und Gewalt geprägt. Es wird von der Braut erwartet, dass sie den Eheschluss vollzieht, indem sie sich von ihrem Bräutigam entjungfern lässt. Oft passiert dies allerdings durch Vergewaltigung.
Für die betroffenen Frauen ist es kaum möglich, sich der Eheschließung zu widersetzen, da von der Familie des Bräutigams und oft auch von der eigenen Familie großer Druck auf sie aufgebaut wird. Zudem ist eine Frau, die eine Nacht im Haus eines anderen Mannes verbracht hat, gesellschaftlich stigmatisiert und eine Ehe mit einem anderen Mann wird erschwert. Hinzu kommt, dass auch der Mann unter dem Druck steht, eine Frau „erobern“ zu können. Gelingt ihm dies nicht, wird auch sein Ansehen in der Gesellschaft gemindert.
Diese Faktoren führen dazu, dass über 90 % der Frauen bei dem Mann, der sie entführte, bleiben und ihn heiraten. Es gibt keine Statistiken zur Selbstmordrate unter den zwangsverheirateten Frauen.

## Gesetze
Ala Kachuu ist in Kirgisistan illegal. Im Jahr 2012 wurden die Gesetze und vor allem das Strafmaß für Ala Kachuu deutlich verschärft, wobei Nichtregierungsorganisationen großen Anteil an der verstärkten Thematisierung der Praxis des Brautraubs in der kirgisischen Politik haben. Heutzutage müssen die Kidnapper mit einer Freiheitsstrafe von sieben Jahren, beziehungsweise von zehn Jahren, wenn die Braut minderjährig ist, rechnen. Die Zahl der Verurteilungen ist allerdings verschwindend gering. Nach Zahlen des Kyz-Korgon-Zentrums wird einer von 1.500 Männern wegen Brautraubs bestraft.

## Stellungnahmen und Gegenmaßnahmen
Nach einem Aufsehen erregenden Mordfall erklärten Vertreter der Vereinten Nationen in Kirgisistan die Bekämpfung von Ala Kachuu zu einer ihrer Prioritäten und unterzeichneten eine Absichtserklärung für den Zeitraum von 2018 bis 2022 mit der kirgisischen Regierung.
Im Januar 2020 initiierten die Europäische Union und die Vereinten Nationen in Zusammenarbeit mit der Regierung Kirgisistans ein mehrjähriges Länderprogramm zur Bekämpfung der Gewalt gegen Frauen und Mädchen.
Zur Aufklärung über Ala Kachuu wurde die App Spring in Bishkek entwickelt, in der Handlungsoptionen in Form eines Spiels erkundet werden können. Die App soll Frauen und ihren Vertrauenspersonen Wissen vermitteln, um sie zu befähigen, sich im Fall einer Entführung wirksame Hilfe zu holen.

## Film
- Ernest Abdijaparow: Pure Coolness (OT: Boz salkyn), Spielfilm, Kirgisistan 2007 (IMDb)
- Thomas Morton: Bride Kidnapping in Kyrgyzstan. Fernsehdokumentation, ausgestrahlt 2011 von Vice TV
- Maria Brendle: Ala Kachuu – Take and Run, mittellanger Kurzfilm, Schweiz 2020 (Trailer)